# Montmeyan
Montmeyan é uma comuna francesa na região administrativa da Provença-Alpes-Costa Azul, no departamento de Var. Estende-se por uma área de 39.43 km². Em 2010 a comuna tinha 549 habitantes (densidade: 13,9 hab./km²).